# Muzila
Muzila ou Mzila, que também teve os nomes de Chibakuza e N'yamande, foi rei do Império de Gaza, no território do actual Moçambique, entre 1861 e 1884. Foi pai de Ngungunhane.